# Peter 2. af Portugal
Peter 2. (portugisisk: Dom Pedro II) (26. april 1648 – 9. december 1706) var konge af Portugal fra 1683 til 1706.

## Biografi
Peter var en yngre søn af kong Johan 4. af Portugal og Luisa de Guzmán. Han overtog magten fra sin sindssyge bror Alfons 6. i 1668. Samme år giftede han sig med sin brors dronning, der havde fået sit første ægteskab annulleret på grund af brudgommens impotens. Han blev konge ved broderens død i 1683.
Under Peters regering forbedrede Portugals stilling sig. Uafhængighedskrigen fra Spanien endte i 1668. Nye guldminer i Brasilien løste monarkiets pengeproblemer. I 1703 blev Portugal Englands forbundsfælle i den Spanske Arvefølgekrig ved Methuen-traktaten.
Peter 2. blev efterfuldt af Johan 5., søn af hans anden kone, Marie Sophie af Pfalz-Neuburg.